# Transportul public din Iași
Aceasta este o listă ce conține mijloacele de transport (public) deținute de operatorul din municipiul Iași.

## Istoric
În 1898 regele Carol I promulga legea pentru concesionarea tramvaiului electric din Iași către firma germană AEG și în același an demarau lucrările de construcție a liniilor.
Începând cu anul 2017, Compania de Transport Public (CTP) Iași operează în municipiu 8 trasee de tramvai pe 140 km (87 mi) și 21 de linii de autobuz pe 432 km (268 mi).

### Trasee tramvai
| Nº | Ruta                                                                           | Lungime           | Observații  |
| -- | ------------------------------------------------------------------------------ | ----------------- | ----------- |
| 1  | Copou-Piața Unirii-Tg.Cucu-Podu Roș-Baza 3-Tătărași-Tg.Cucu-Piața Unirii-Copou | 17,5 km (10,9 mi) | Traseu-inel |
| 3  | Dancu-Tătărași-Tg.Cucu-Piața Unirii-Gara                                       | 15,5 km (9,6 mi)  |             |
| 5  | Dacia-Bd.N.Iorga-Țesătura-Baza 3-Țuțora                                        | 19,1 km (11,9 mi) |             |
| 6  | Dacia-Gara-Piața Unirii-Tg.Cucu                                                | 13,0 km (8,1 mi)  |             |
| 7  | Canta-Gară-Piața Unirii-Tg.Cucu-Podu Roș-Baza 3-Țuțora                         | 20,8 km (12,9 mi) |             |
| 8  | Copou-Piața Unirii-Tg.Cucu-Tudor Vladimirescu-Baza 3-Țuțora                    | 13,9 km (8,6 mi)  |             |
| 9  | Copou-Piața Unirii-Tg.Cucu-Podu Roș-Tehnopolis                                 | 20,2 km (12,6 mi) |             |
| 11 | Dacia-Podu de Piatră-Gara Nicolina-Baza 3-Tătărași Nord                        | 21,3 km (13,2 mi) |             |
| 13 | Copou-Piața Unirii-Tg.Cucu-Tătărași-Baza 3-Podu Roș-Tg.Cucu-Piața Unirii-Copou | 17,5 km (10,9 mi) | Traseu inel |

### Trasee autobuz
| Nº          | Rută                                                                        | Lungime           | Observații                                                        |
| ----------- | --------------------------------------------------------------------------- | ----------------- | ----------------------------------------------------------------- |
| 18          | Tătărași Sud - Cartier Aviației - Tătărași Sud                              | 3,5 km (2,2 mi)   | Traseu inel, operat cu microbuze                                  |
| 19          | Canta-Gara-Podu Roș-Frigorifer-CUG I                                        | 20,0 km (12,4 mi) |                                                                   |
| 20          | Tătărași Sud-Tg.Cucu-Piața Independenței-Păcurari-MALL MOLDOVA-Metro        | 32,0 km (19,9 mi) |                                                                   |
| 23          | Podu Roș - Tudor Neculai - Complex Sun City - Primăria Miroslava            | 12,4 km (7,7 mi)  |                                                                   |
| 23b         | Podu Ros (4) - Sun City - Miroslava - Cornești - Proselnici                 | 27,5 km           |                                                                   |
| 27          | Tătărași Nord-Baza 3-Frigorifer-CUG I-Tehnopolis-(Ciurea)                   | 25,7 km (16,0 mi) |                                                                   |
| 28          | Dacia-Piața Alexandru-Podu Roș-Tg.Cucu-Piața Independenței-Triumf           | 22,7 km (14,1 mi) |                                                                   |
| 29          | Tomești-Țuțora-Baza 3-Podu Roș                                              | 19,6 km (12,2 mi) |                                                                   |
| 30          | Canta-Gara-Gara Nicolina-Bucium                                             | 21,9 km (13,6 mi) |                                                                   |
| 30b         | MALL MOLDOVA-Canta-Gara-Gara Nicolina-Bucium                                | 27,9 km (17,3 mi) |                                                                   |
| 36          | Dacia-Gara-Piața Unirii-Piața Independenței-Copou-Breazu                    | 22,9 km (14,2 mi) |                                                                   |
| 41          | Piața Independenței-Tg.Cucu-Podu Roș-Tehnopolis-Blocuri Ciurea              | 21,3 km (13,2 mi) |                                                                   |
| 42          | Copou - Piața Independenței - Târgu Cucu - Tudor Vladimirescu - C.U.G. I    | 22,2 km (13,8 mi) |                                                                   |
| 43          | Păcurari - Piața Independenței - Târgu Cucu - Tudor Vladimirescu - C.U.G. I | 23,9 km (14,9 mi) |                                                                   |
| 43c         | MALL MOLDOVA-Păcurari-Piața Independenței-Tg.Cucu-Tudor Vladimirescu-CUG I  | 29,2 km (18,1 mi) |                                                                   |
| 44          | Dacia-Alexandru cel Bun-Gara Nicolina-Frumoasa-CUG I-Tehnopolis-Ciurea      | 24,0 km (14,9 mi) |                                                                   |
| 46          | Păcurari-Piața Independenței-Tg.Cucu-Tudor Vladimirescu-Bucium              | 25,0 km (15,5 mi) |                                                                   |
| 47          | Tătărași Sud-T.Vladimirescu-Podu Roș-Gara Nicolina-Alexandru cel Bun-Dacia  | 21,5 km (13,4 mi) |                                                                   |
| 48          | Tg.Cucu-Cimitirul Sf. Petru și Pavel-Complex "Roua"-Ciric-Tătărași Sud      | 8,5 km (5,3 mi)   | Circulă numai între Mai - Octombrie                               |
| 50 Aeroport | Gară - Piața Unirii - Târgu Cucu - Aeroport                                 | 15,5 km (9,6 mi)  | Non-stop cu plecări din 30 în 30 de minute de la Gară și Aeroport |
| 52          | Piața Alexandru cel Bun - Pasaj ”Octav Băncilă” - Blocuri Pacurari - Copou  | 13,0 km (8,1 mi)  |                                                                   |
| 53          | Blocuri Șorogari - Târgu Cucu                                               | 11,9 km (7,4 mi)  | Operat cu microbuze                                               |
| 54          | Târgu Cucu - Sărărie - C. A. Rosetti                                        | 12,5 km (7,8 mi)  | Operat cu microbuze                                               |
| 101         | Tg Cucu – Șos. Moara de Vânt – Complex Roua – Dorobanț                      | 8,8 km (5,5 mi)   |                                                                   |
| 102         | Tg Cucu – Șos. Moara de Vânt – Complex Roua – Primăria Aroneanu             | 6,2 km (3,9 mi)   |                                                                   |
| 103         | Tg Cucu – Sos. Moara de Vânt – Complex Roua– Șorogari                       | 6,8 km (4,2 mi)   |                                                                   |
| 104         | Primăria Aroneanu–Rediu Aldei                                               | 4,5 km (2,8 mi)   | Operat cu microbuze                                               |
| 202         | Podu Roș (2) – Păun                                                         | 10,2 km (6,3 mi)  |                                                                   |
| 203         | Podu Roș (2) – Frigorifer – Vișan                                           | 4,7 km (2,9 mi)   |                                                                   |
| 301         | Tehnopolis – Dumbrava                                                       | 5,9 km (3,7 mi)   |                                                                   |
| 401         | Tătărași Sud – Rond Dancu – Primăria Holboca – Rusenii Vechi – Rusenii Noi  | 11,7 km (7,3 mi)  |                                                                   |
| 501         | Podu Roș – Sun City – Miroslava – Vorovești                                 | 21,5 km (13,4 mi) |                                                                   |
| 501b        | Podu Ros 4 – Sun City – Miroslava – Vorovești – Ferma Liliac                | 26,23 km          |                                                                   |
| 502         | Tehnopolis – Ciurbești                                                      | 4,8 km (3,0 mi)   |                                                                   |
| 503         | Tehnopolis – Valea Adânca – Tehnopolis                                      | 4,9 km (3,0 mi)   | Traseu inel                                                       |
| 601         | Târgu Cucu – Podu de Fier – Vânători – Popricani                            | 16,6 km (10,3 mi) |                                                                   |
| 701         | Rond Copou – Breazu – Horlești                                              | 27,3 km (17,0 mi) |                                                                   |
| 702         | Gară – Rond Păcurari – Primăria Rediu                                       | 14 km (8,7 mi)    |                                                                   |
| 801         | Rond Țutora – Tomești – Goruni                                              | 8,5 km (5,3 mi)   |                                                                   |
| 802         | Chicerea – Rond Țuțora                                                      | 13,2 km (8,2 mi)  |                                                                   |
| 803         | Rond Țutora – Tomești – Țutora – Oprișeni                                   | 16,1 km (10,0 mi) |                                                                   |
| 901         | Str. Bacinschi – Canta – Primăria Valea Lupului                             | 20 km             |                                                                   |
| 902         | Canta – OMV Pacurari – Valea Lupului                                        | 16 km             |                                                                   |

### Flota curentă

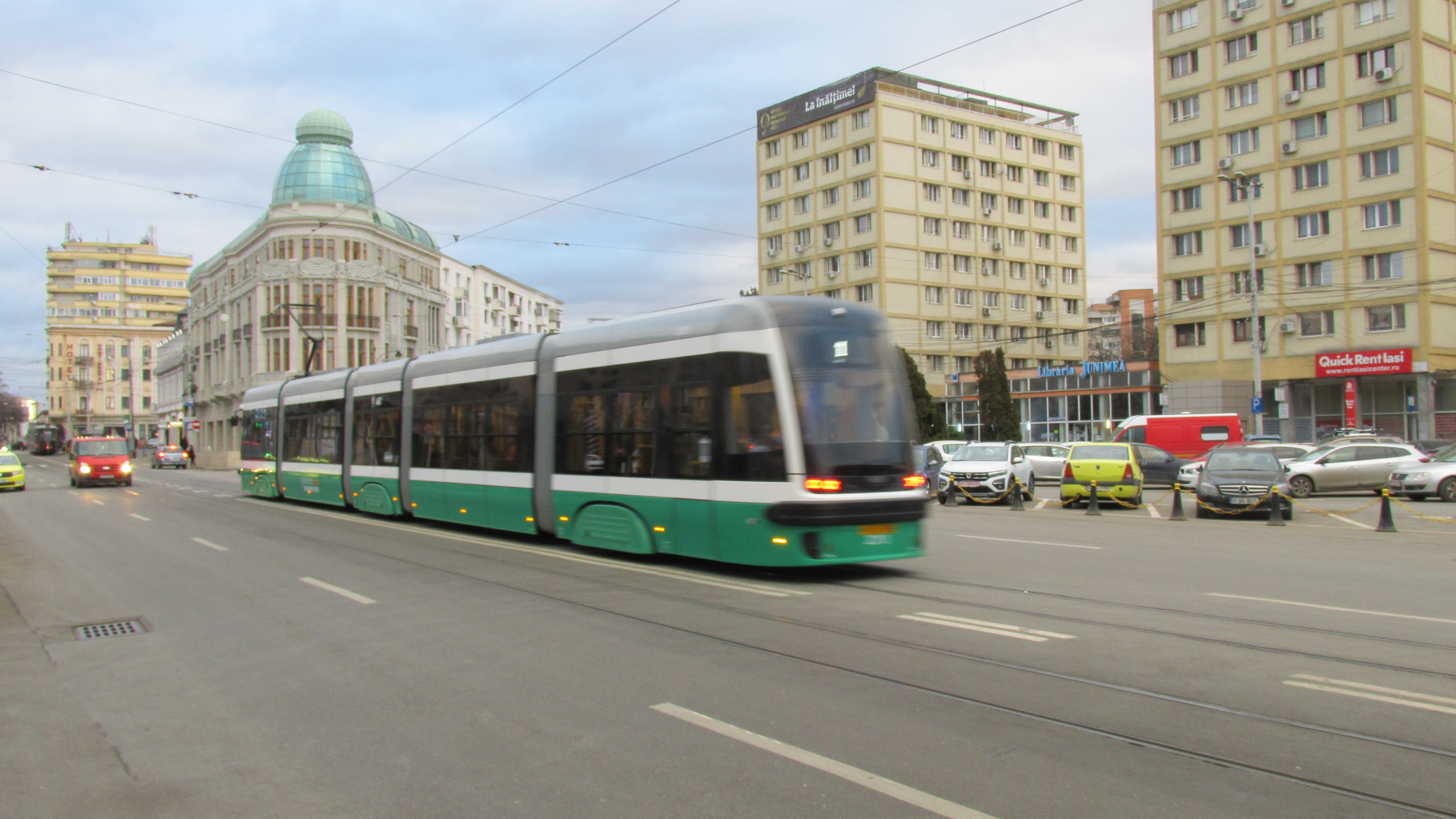
Pesa Swing, 2022

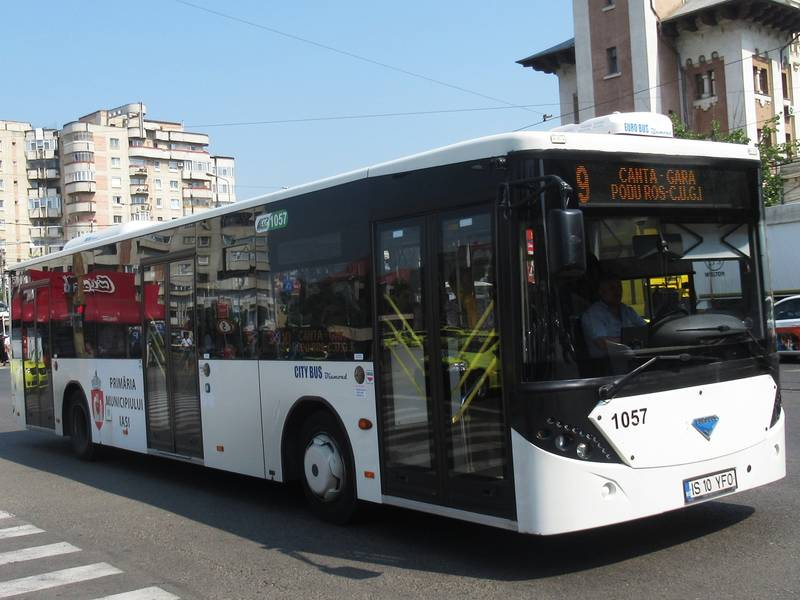
Euro Bus Diamond, 2017

| Model                             | Descriere               | Număr unități | An cumpărare | An producție | Obs. |
| SSB GT4⁠(en)[traduceți]            | tramvai articulat       | 106           | 1997-2012    | 1959-1965    | Au fost achiziționate un număr de 109 vagoane. 75 unități modernizate în 1988-1998. 2 unități retrase. 1 vagon reconstruit ca GT4M. |
| GT4M                              | tramvai articulat       | 1             | 1997/2013    | 1962/2012    | SSB GT4 reconstruit la Remar Pașcani.                                                                                               |
| GT8 (Tip Mannheim⁠(de)[traduceți]) | tramvai dublu articulat | 10            | 2009, 2012   | 1976         | Cumpărat de la Stadtwerke Augsburg.                                                                                                 |
| ST10                              | tramvai articulat       | 7             | 2007-2008    | 1976         | Achiziționat de la HEAG mobilo Darmstadt.                                                                                           |
| ST11                              | tramvai dublu articulat | 3             | 2007-2008    | 1982         | Achiziționat de la HEAG mobilo Darmstadt.                                                                                           |
| M8C                               | tramvai dublu articulat | 7             | 2017-2018    | 1989         | Achiziționate de la Ruhrbahn GmbH, Essen. Modernizate în 2011-2014.                                                                 |
| M6D                               | tramvai articulat       | 8             | 2018         | 1984-1992    | Achiziționate de la MVG Mülheim. Modernizate în 2011-2014.                                                                          |
| Be 4/4 + B4/B                     | vagon motor +remorcă    | 1             | 2003-2004    | 1960-1961    | Circula ca Tramvaiul Reciclarii |
| Pesa Swing                        | tramvai dublu articulat | 16            | 2021         | 2021         | Achiziționate prin fonduri europene                                                                                                 |
| Bozankaya⁠(en)[traduceți]          | tramvai dublu articulat | 16            | 2021-2022    | 2021-2022    | Achiziționate prin fonduri europene                                                                                                 |

### Vehicule retrase din circulație/păstrate ca vagoane istorice
| Model         | Descriere                      | Număr unități | Numere de parc | An cumpărare             | An construcție | În circulație până | Observații |
| AEG           | tramvai cu două axe            | 54            | 1–54 | 1900-?                   | 1900-?         | ca. 1976           | Tramvaie construite de către AEG în 1900, ulterior (1929-1938) modernizate și reconstruite la Iași; 2 tramvaie păstrate                                                                            |
| ITB V58+V10   | tramvai cu două axe + remorcă  | 56+66         | 50–105/50–115 | 1959-1969                | 1958-1969      | 1992               | Construite de către ITB București; 1 tramvai păstrat |
| ČKD Tatra T4R | tramvai cu 4 axe               | 70            | 201–270 | 1978-1981                | 1978-1981      | 2009               | 1 tramvai păstrat |
| Timiș-2       | tramvai cu 4 axe vagon+remorcă | 47+47         | 301–347, 348 ex 301 (același număr de parc la vagonul motor cât și la remorcă) | 1981-1982                | 1981-1982      | 2003               | Construit la Electrometal Timișoara; 1 tramvai + 1 remorcă păstrate, 4 vagoane transformate în vehicule de serviciu                                                                                |
| ex-V58+V09    | tramvai cu două axe + remorcă  | 15+15         | 100–114 (același număr la vagonul motor și remorcă) | 1991-1992 (reconstruite) | 1958-1969      | ca. 1996           | Reconstruite de către RATC Iași din fostele tramvaie ITB V58+V10 |
| V2A           | tramvai articulat cu 6 axe     | 25            | 350–374 | 1992-1996                | 1988-1996      | 2003               | 1 prototip (nou); 24 tramvaie cumpărate de la Oradea Transport Local ,CTP Cluj-Napoca, și modernizate (scurtate și adaptate pentru ecartamentul de 1000 mm) la Nicolina SA Iași; 1 tramvai păstrat |
| ČKD Tatra T4D | tramvai cu 4 axe               | 27+2(B4D)     | 201II, 206II, 208II, 212II, 219II, 223II, 230II, 231II, 236II, 237II, 241II, 242II, 244II, 246II, 249II, 251II, 253II, 257II, 260II, 262II, 266II, 267II, 269II, 271–274 / 273–274 | 1997-2002                | 1968-1988      | 2009               | Achiziționate de la HAVAG Halle; |
| ST7/ST8       | tramvai articulat cu 6 axe     | 16            | 101–116 | 1998                     | 1961-1963      | 2009               | Achiziționate de la HEAG mobilo Darmstadt; 1 tramvai păstrat |
| GT5           | tramvai articulat cu 5 axe     | 14            | 354–355, 357–358, 360, 362, 365–367, 369–373 | 2001                     | 1964-1969      | 2010               | Achiziționate de la Stadtwerke Augsburg; 1 tramvai păstrat |
| Be 8/8        | tramvai dublu articulat        | 13            | 157-169 | 2008-2010                | 1973           | 2022               | Achiziționate de la Bernmobil Berna. Modernizate în 1987-1990. Retrase în 2022, fiind înlocuite de vagoanele noi Bozankaya.                                                                        |

## Flota de autobuze

### Flota curentă
| Tip       | Producător/model            | An construcție | Motorizare                                           | Număr unități active | Observații                                                                                  |
| --------- | --------------------------- | -------------- | ---------------------------------------------------- | -------------------- | ------------------------------------------------------------------------------------------- |
| 2016      | MAN Lion's City NL 313      | 2001-2004      | MAN Engines D2866 LUH 26 Euro III ZF Ecomat          | 10 ( 7 active)       | Ex-Postbus Austria (Vorarlberg), PostBus Switzerland (Chur), RLG Lippe, and VKU Unna.       |
| 2016      | Euro Bus Diamond            | 2016           | Mercedes-Benz OM936 Euro VI ZF EcoLife               | 8 (7 active)         |                                                                                             |
| 2016-2017 | Isuzu Citiport              | 2016-2018      | Cummins ISB6.7E6 280B Euro VI ZF EcoLife             | 92 (92 active)       | 4 (fonduri locale) cumpărate în 2016 și 88 printr-un credit BERD (livrate în 2017 și 2018). |
| 2020      | MAN SE Lion's City G NG 313 | 2005-2006      | Euro IV                                              | 9 (9 active)         | Ex-Münchner Verkehrsgesellschaft (München).                                                 |
| 2020      | Solaris Urbino 12 III       | 2007           | DAF PR183S3 188kW/256HP 9186cm3 Euro IV Voith D864.5 | 12 (12 active)       | Ex Mobilis (Varșovia).                                                                      |
| 2022      | Solaris Urbino IV Electric  | 2022           |                                                      | 20 (20 active)       |                                                                                             |

### Micobuze
| An introducere în circulație | Producător/model       | An construcție | Motorizare                             | Cantitate     | Observații |
| ---------------------------- | ---------------------- | -------------- | -------------------------------------- | ------------- | ---------- |
| 2003                         | Iveco Daily 50C13      | 2003           | Iveco Euro 3 Iveco manual transmission | 50 (5 active) |            |
| 2019                         | Ford Transit           | 2019           |                                        | 1             |            |
| 2020                         | Mercedes Benz Sprinter | 2008           |                                        | 2             |            |

### Situația parcului de la începuturi
| Producător/model                     | Număr unități | An achiziție   | Retrase   | Observații                       |
| ------------------------------------ | ------------- | -------------- | --------- | -------------------------------- |
| Chevrolet                            | 5             | 1929-1935      | 1947      |                                  |
| ZIS-155                              |               | 1954           | 1960      |                                  |
| T.V. 2 U                             |               | 1960 (?)       | 1985      |                                  |
| T.V. 20 U                            |               | 1970 (?)       | 1985      |                                  |
| Karosa ŠM 11                         |               |                | 1985      |                                  |
| Ikarus IK-4                          |               |                | 1997      |                                  |
| Ikarus 280                           |               | 1991           | 2002      |                                  |
| ROMAN Diesel                         |               |                | 1997      |                                  |
| DAC 117 UD                           |               | anii 80 sau 90 | 2002      |                                  |
| DAC 112 UDM                          |               | anii 80 sau 90 | 2006      |                                  |
| Saviem SC10U                         | 50            | 1994-1995      | 2005      | Ex-RATP.                         |
| Ikarus 255/260/266                   |               | 1991           | 2003-2010 |                                  |
| Ikarus 263                           |               | 1991           | 2010      |                                  |
| MAZ 103                              | 50            | 2005           | 2017      |                                  |
| Renault R312                         | 30            | 2007           | 2013      | Ex-RATP.                         |
| Mercedes-Benz O405N2                 | 9             | 2009           | 2013      | Ex-CTSS San Sebastián.           |
| Van Hool A500                        | 32            | 2009-2010      | 2017      | Ex-STIB.                         |
| Renault R312                         | 2             | 2010           | 2013      | Ex-CTS.                          |
| Berkhof Premier Jonckheer SB 250     | 20            | 2012           | 2017      | Ex-Gemeentelijk Vervoerbedrijf.  |
| Den Oudsten Bussen Alliance City B96 | 40            | 2014           | 2022      | Ex-Haagsche Tramweg-Maatschappij |

### Fosta flotă de troleibuze (1985-2006)

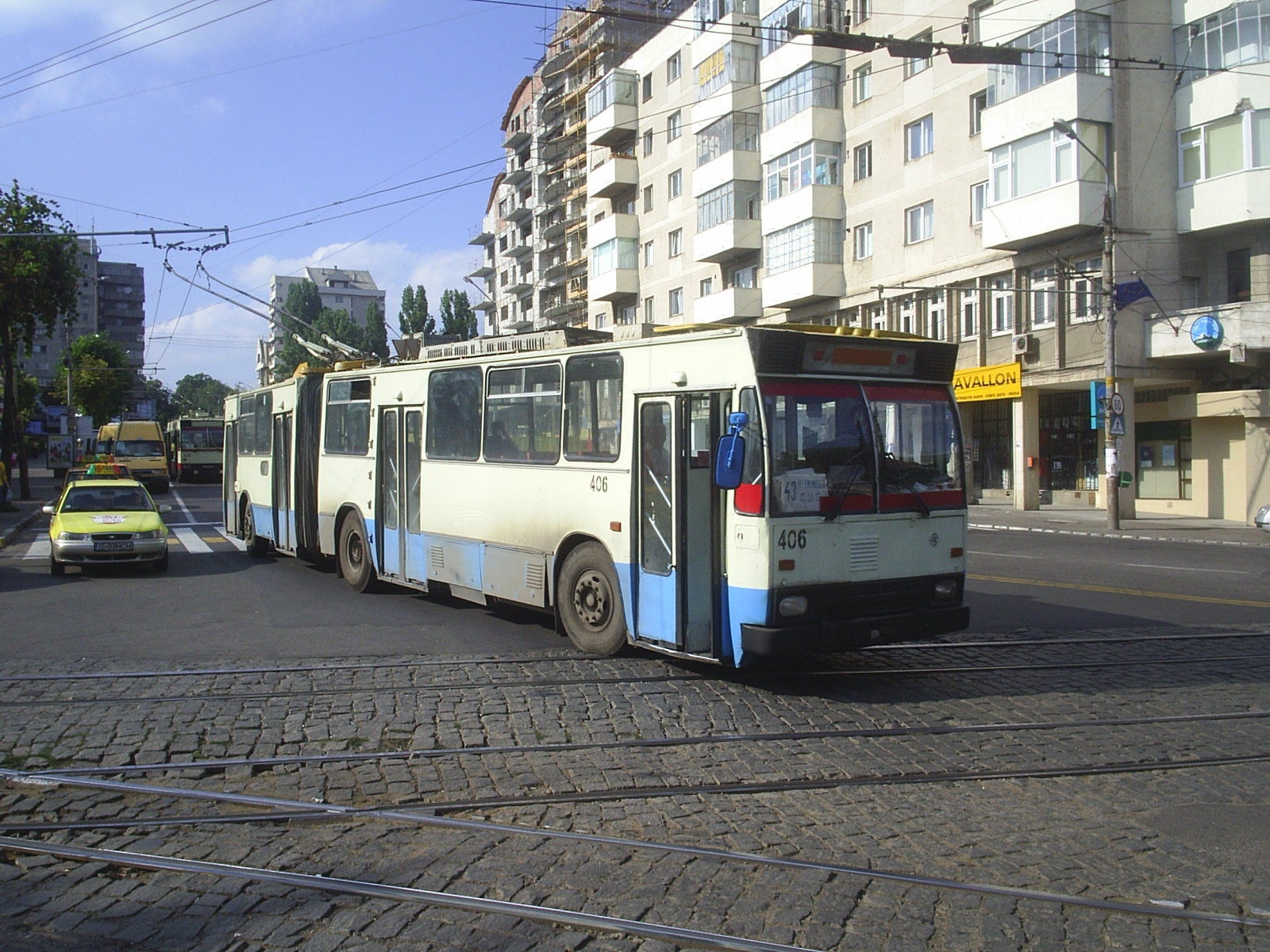
Troleibuz Rocar 217 E

| Model                   | Număr unități | An achiziție | An retragere | Observații     |
| ----------------------- | ------------- | ------------ | ------------ | -------------- |
| DAC 117 E/217 E         | 29            | 1985-1988    | 2006         |                |
| Roman 112 E             | 10            | 1986         | 1990         |                |
| Rocar 212 E/217 E/312 E |               | 1993-1996    | 2006         |                |
| Škoda 14Tr              | 12            | 2001-2003    | 2006         | Ex-Brno, Plzeň |

Format:Transport in Iași
Format:Iași Landmarks
Format:Urban public transport in Romania

## Galerie foto

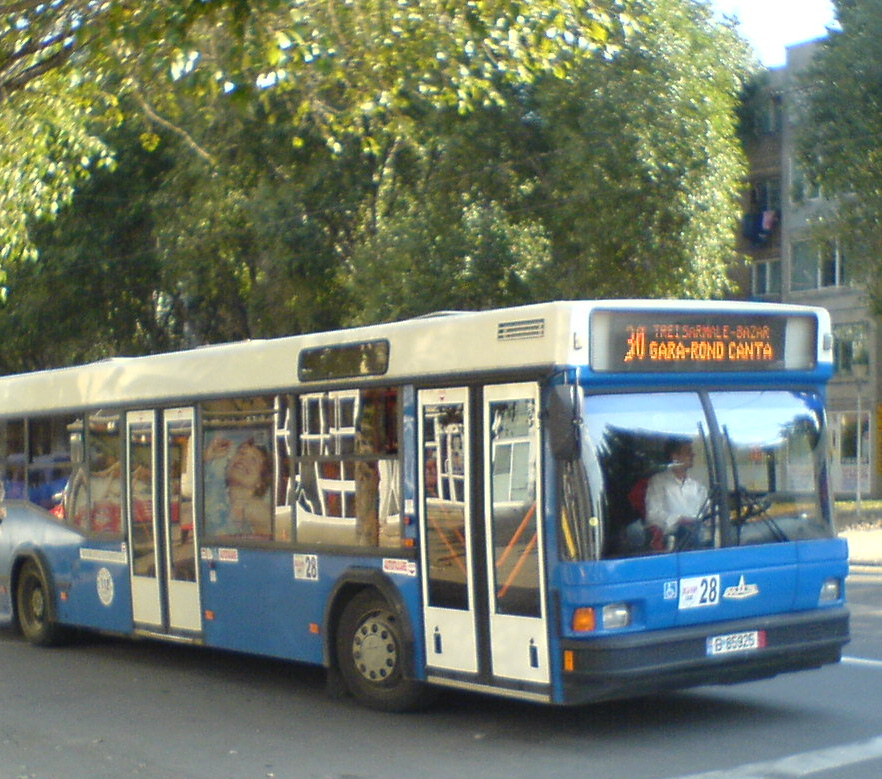
MAZ 103 #1028 (ex #28), linia 30b
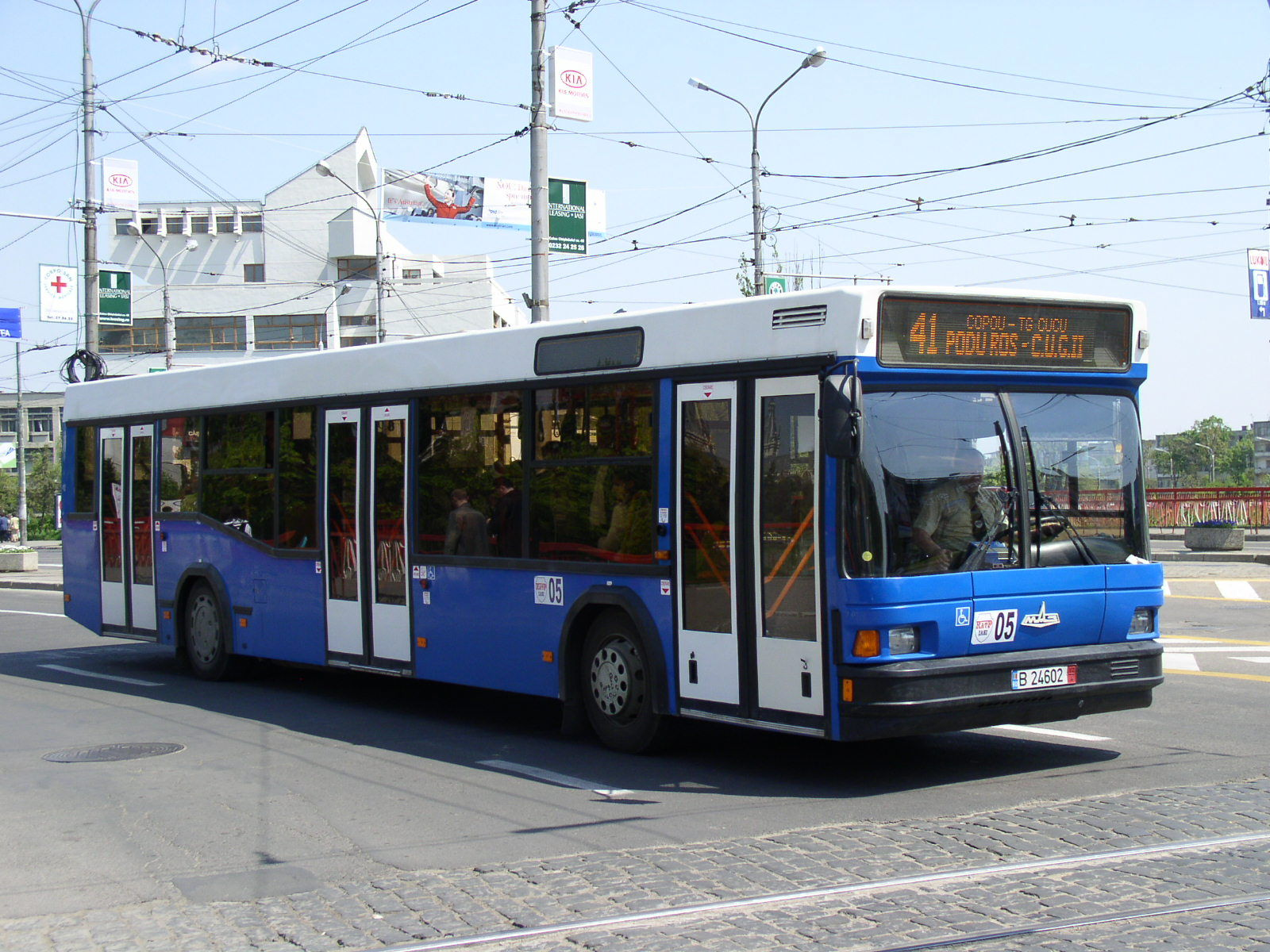
MAZ 103 #1005 (ex #05), linia 41
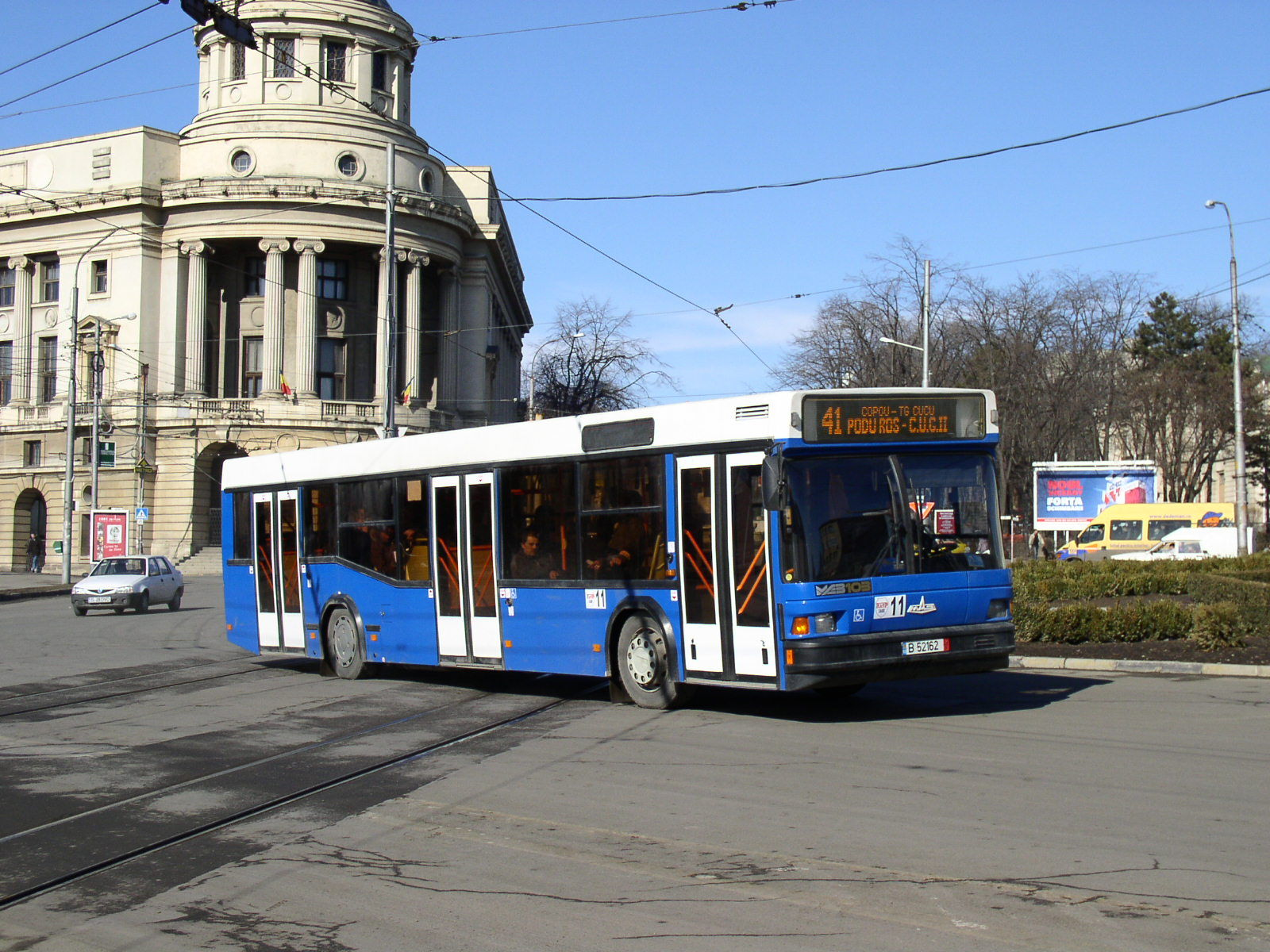
MAZ 103 #1011 (ex #11), linia 41
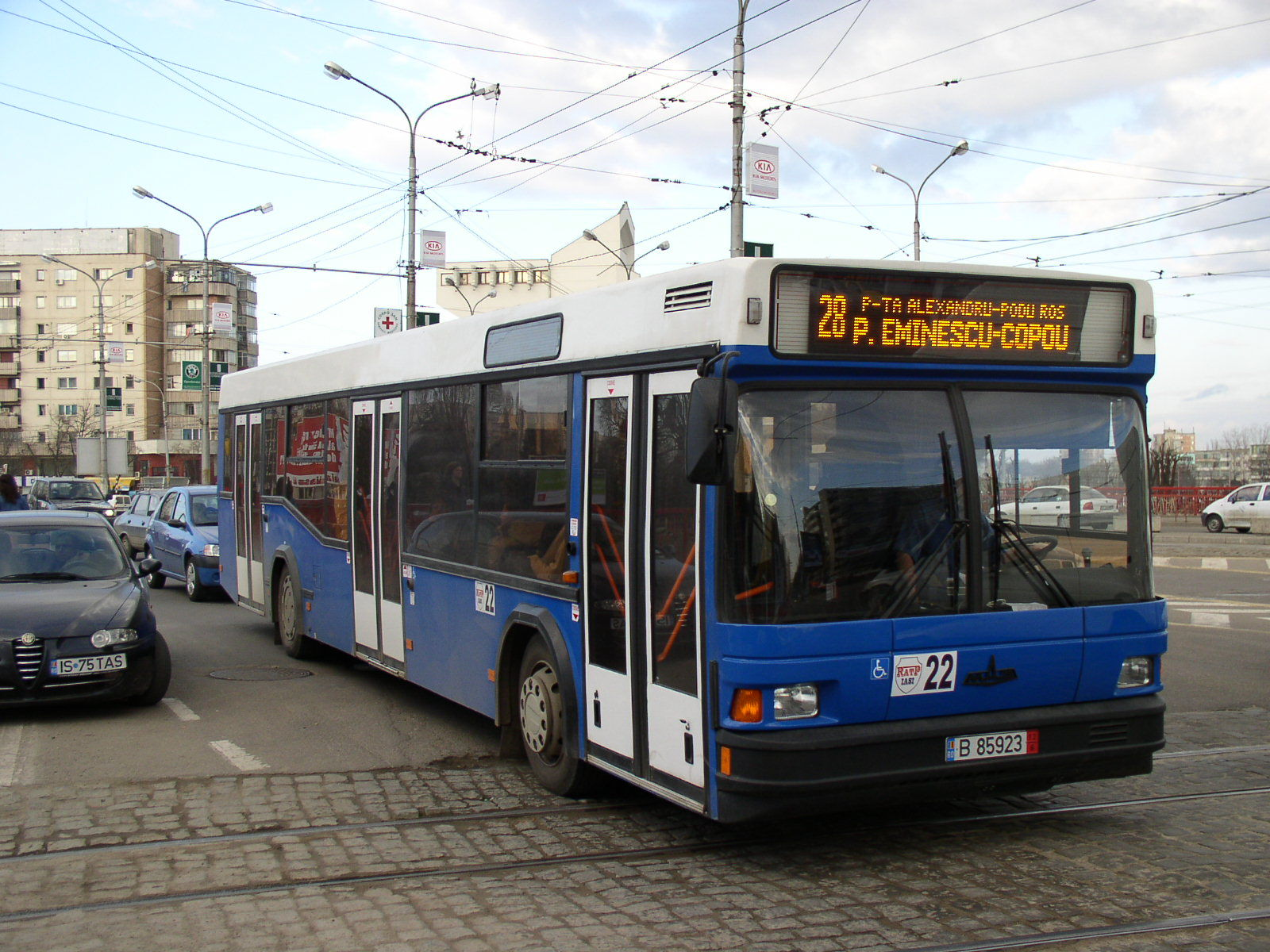
MAZ 103 #1022 (ex #22), linia 28
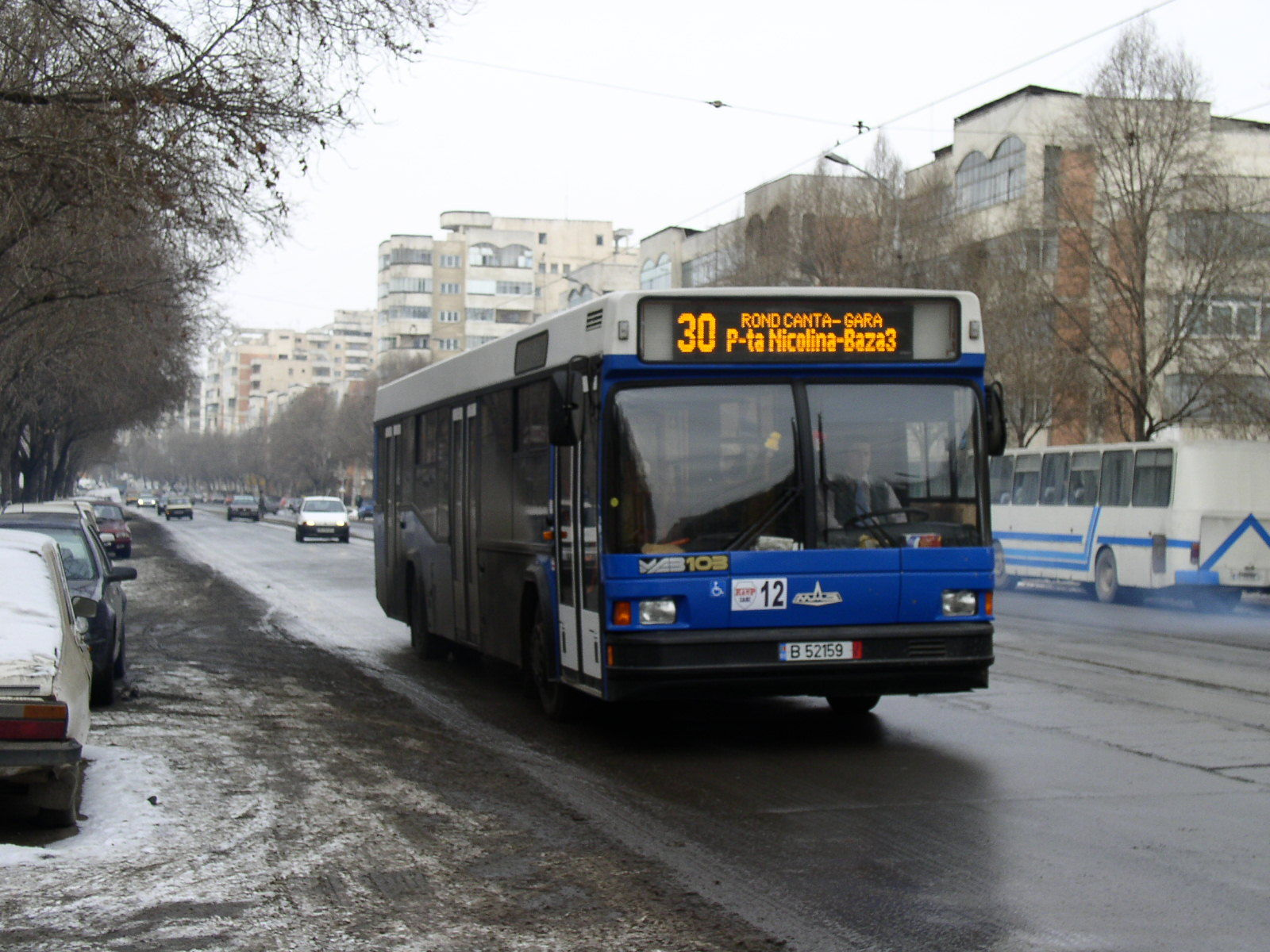
MAZ 103 #1012 (ex #12), linia 30